# Maquineta de fer punta
La maquineta de fer punta és un objecte d'oficina molt comú. És l'instrument que s'usa per a afinar la fusta i la punta de grafit destinada a escriure d'un llapis quan aquesta s'ha engrossit per l'ús o quan el llapis és nou. És indispensable quan es tracta de donar qualitat a l'escriptura, puix que la punta del llapis s'engrosseix amb l'ús. Hi ha maquinetes de diverses classes i mides segons el gruix dels diversos llapis que existeixen.
Una maquineta simple consisteix en un bloc metàl·lic o de plàstic a l'interior del qual hi ha una ranura de forma cònica; a la part de dalt d'aquest orifici hi està unida per mitjà d'un vis, una fulla de metall afilada.

## Història
Antigament, els llapis van ser afilats per mitjà de ganivets. Després les maquinetes van fer aquesta tasca molt més fàcil i van donar un resultat més uniforme. Alguns tipus especialitzats, tals com llapis d'un fuster encara s'afilen amb ganivet, a causa de la seua forma plana. Bernard Lassimone, matemàtic francès, va sol·licitar la primera patent (patent francesa # 2444) per a les maquinetes de llapis, en 1828. En 1847, Therry da Estwaux va inventar les maquinetes de llapis manuals.

## Tipus

### Maquineta portàtil de mà
És el més econòmic, comú i menut amb prop de 2,5 centímetres de grandària i no té cap peça mòbil. Consta d'una fina navalla que es caragola a una coberta de plàstic o metall, que inclou un orifici per on s'introdueix el llapis que es vol afilar. Aquestes maquinetes poden ser senzilles o estar incloses en un envàs destinat a contenir els encenalls sense embrutar.
Les maquinetes metàl·liques d'aquest tipus són com es mostra en la il·lustració de la part inicial de la pàgina o poden tenir doble orifici i navalla per a diferents grossors de llapis. Les maquinetes cobertes de plàstic tenen molt diverses formes: rodona, hexagonal, de cor, d'animalet, el·líptics, etc.
Per a usar-lo, s'insereix l'extremitat del llapis en l'orifici de la maquineta i es gira el llapis amb una mà mentre se sosté fix amb l'altra: la navalla dins de la maquineta afaita a poc a poc la fusta del llapis, afilant així la punta. L'encenall eixirà immediatament a l'exterior de la maquineta, i per això convé fer aquesta operació tenint sota el pot d'escombraries llevat que incloga la maquineta contenidora de l'encenall per no embrutar.
Encara que aquesta operació sembla senzilla a primera vista, és important no fer-la sense mirar, sinó estar sempre atent a quanta punta s'ha fet per no trencar la punta del llapis i observar el grau d'afinament que es vol. Les persones que fan punta de manera atabalada sense mirar, trenquen molt sovint les puntes dels llapis, i així en disminueixen la vida útil, cosa que es podria evitar si es fes amb cura.

### Maquineta fixa de manovella

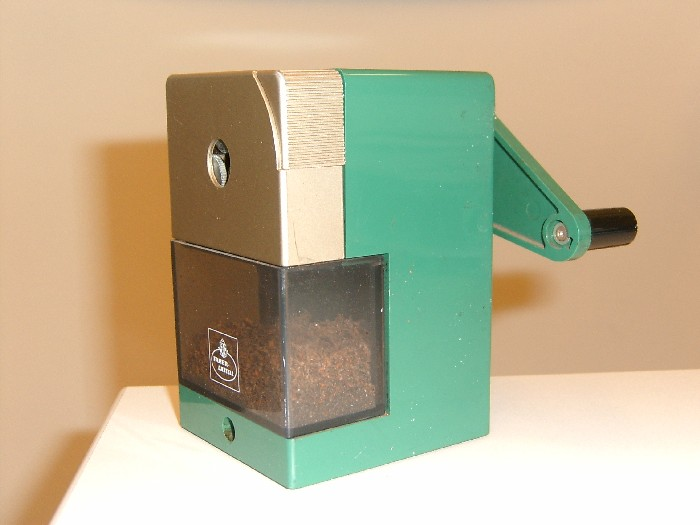
Maquineta a manovella, anys setanta.

Està fixa en un escriptori i és de metall o plàstic. Inclou una manovella com a part principal per a accionar l'instrument i en el seu interior conté una o dues fulles cilíndriques que afinen el llapis. La coberta d'aquestes maquinetes constitueix un dipòsit per a les borumballes del llapis que necessita ser buidada periòdicament.

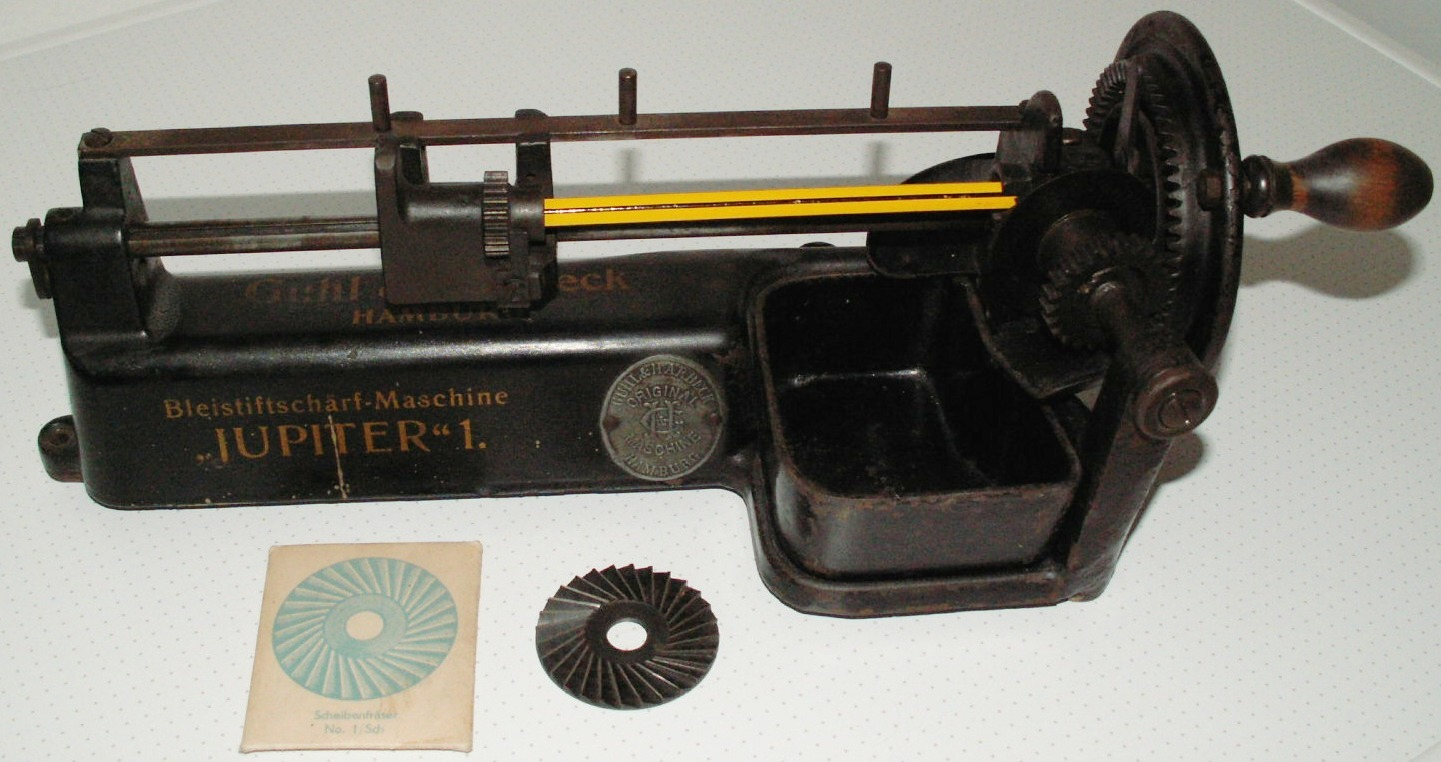
Model de màquina de desgast per causa de rodes dentades, en aquest cas, circular. Model Júpiter. 1920.

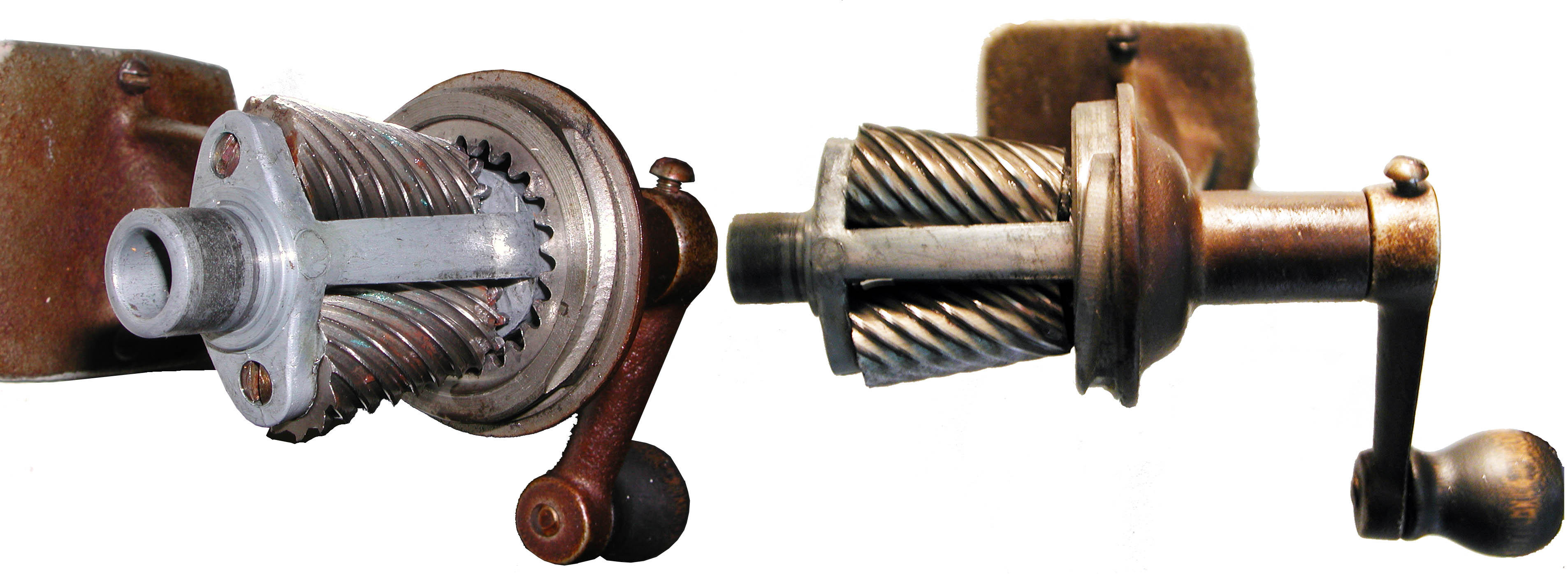
Mecanisme interior de màquina. Dos engranatges epicíclics cilíndrics interiors girant desgasten el perfil del llapis en girar.

Per a usar-lo, s'introdueix el llapis en l'obertura amb una distància adequada amb la qual que es desitja afilar el llapis i s'inicia a donar voltes a la manovella en sentit de les manetes del rellotge, açò trencava el sistema de fulles cilíndriques col·locades dins del mecanisme en cert angle una respecte a l'altra aconseguint així afilar ràpidament el llapis.
Mentre s'afila el llapis, es percep dur l'accionament de la manovella, el qual s'afluixa al cap de poc una vegada que ha quedat afilat el llapis, i llavors es pot extraure per a usar-lo. Acabat de fer punta, convé llançar l'encenall del contenidor en el pot d'escombraries. Cal esmentar que l'encenall que queda com a residu és molt diferent del que queda amb la maquineta portàtil, perquè queda en forma d'espirals primes.
Aquestes maquinetes esmolen molt uniformement, en forma cònica perfecta, la part de fusta del llapis, i donen així molta més comoditat a l'escriptura, però la punta arriba a quedar camusa, la qual ha d'afinar-se posteriorment amb una maquineta portàtil de mà. A causa de l'enorme popularització de la maquineta portàtil de mà, quasi no s'usen d'aquest tipus en l'actualitat.
Aquest tipus de maquineta foren durant molt temps l'estàndard en oficines, escoles, i biblioteques abans que les maquinetes portàtils arribaren a ser molt comuns, però tota la seua estructura era de metall a diferència de les actuals amb armadura de plàstic i encara es troben en alguns d'aquests llocs les antigues maquinetes de manovella metàl·liques.

### Maquineta de fer punta elèctrica

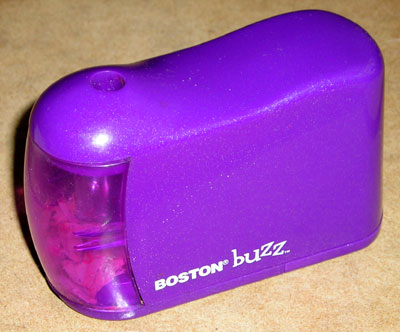
Maquineta de fer punta amb bateria.

Té un motor elèctric en el seu interior que gira fulles que afilen el llapis. Per a accionar-lo, simplement s'introdueix el llapis en el seu orifici destinat per a l'efecte, i es trau quan un considera que el llapis ha quedat afilat. Funcionen amb el mateix principi que els fixos de manovella, però les fulles es fa rotar ràpidament per un motor elèctric, acabant l'afilat tan prompte es trau el llapis de l'aparell. Algunes maquinetes de llapis elèctrics són accionats per piles, més que pels endolls elèctrics, fent-los més transportables.
Té com a avantatge la rapidesa i la comoditat d'ús, però falla quan se'n va la llum i és molt més car que els dos anteriors. També n'hi ha de menor grandària que funcionen amb piles.